# Beatrice de Bar

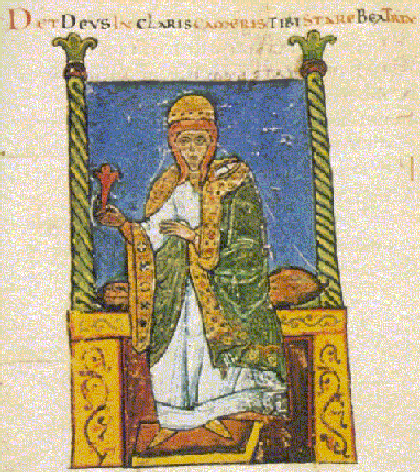
Beatrice într-un manuscris a cronicii lui Donizone de Canossa.

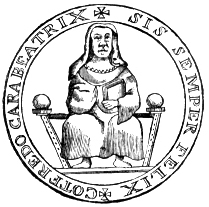
Sigiliul Beatricei pe un privilegiu acordat bisericii San Zeno din Verona în 1073.

Beatrice de Bar (de asemenea, Beatrix) (n. cca. 1017 – d. 18 aprilie 1076) a fost margrafină de Toscana de la 1053 până la moarte, ca soție a lui Bonifaciu al III-lea de Toscana. 

## Viața
Beatrice era fiica ducelui Frederic al II-lea de Lorena, care era de asemenea și conte de Bar, cu Matilda of Suabia.
După moartea tatălui său, împreună cu sora ei, Sofia s-a mutat pentru a locui cu sora mamei sale, împărăteasa Gisela. 
În 1037, Beatrice a devenit cea de a doua soție a margrafului Bonifaciu al III-lea de Toscana. Din această căsătorie au rezultat următorii copii:
- Beatrice (d. 17 decembrie 1053)
- Frederic (d. iulie 1055), succesor pentru scurt timp, înainte de a fi întemnițat de către împăratul Henric al III-lea
- Matilda (n. 1046 – d. 24 iulie 1115), succesoare ca margrafină de Toscana

### Regența
Odată cu moartea lui Bonifaciu din 6 mai 1052, Beatrice și-a asumat rolul de regent pentru fiul ei, Frederic. În 1054, pentru a-i acorda acestuia protecția militară pe care ea nu și-o putea permite, s-a recăsătorit cu Godefroy "cel Bărbos",  fost duce de Lorena. Cu toate acestea, în 1055, împăratul Henric al III-lea a arestat-o pe Beatrice pe motivul că s-ar fi căsătorit cu un trădător. Ea a fost dusă captivă în Germania, în vreme ce Frederic a fost somat să se prezinte la adunarea prezidată de Henric la Florența. Acesta a refuzat, însă s-a stins din viață înainte de a se lua vreo măsură împotriva sa. Moștenirea lui Bonifaciu a trecut astfel asupra celei mai tinere fiice, Matilda de Toscana, care se afla întemnițată alături de mama sa.
La moartea lui Henric al III-lea, Godefroy s-a reconciliat cu urmașul acestuia, Henric al IV-lea, și s-a retras în Italia împreună cu soția și cu fiica sa vitregă. În ianuarie 1058, ca susținător al noului papă Nicolae al II-lea, Leo de Benedicto a deschis porțile Cetatea Leonină din Roma pentru Godefroy și Beatrice. Godefroy a intrat imediat în posesia insulei tiberine și a atacat Lateranul, forțându-l pe Benedict al X-lea să fugă din Roma la 24 ianuarie. Beatrice și Godefroy erau susținători ai reformiștilor, sprijinind și pe Hildebrand și papa Alexandru al II-lea. În 1062, Beatrice a încercat să oprească pe antipapa Honoriu al II-lea de a ajunge în Roma, însă nu a reușit.
În 1069, Godefroy a murit. Matilda atinsese majoratul, însă Beatrice a continuat să exercite guvernarea în numele fiicei sale până în ziua în care s-a stins.
Ea a fost înmormântată în catedrala din Pisa.
La 29 august 1071, Beatrice a întemeiat mănăstirea Frassinoro în trecătoarea de peste Apenini de la Foce della Radici.